# 黄垂玲
黃垂玲（越南语：／，發音：[hwaːŋ˨˩ tʰwi˨˩ lïŋ˧˧]；1988年8月11日—），亦译作黄垂灵，是越南女演員、歌手。

## 生平

### 早期
黃垂玲曾出演越南電視台的電視劇《鐄英的日記》（亦訛譯為「金瑛的日記」）女主角鐄英。2007年10月，黃垂玲與前男友的性愛手機錄影被上傳至YouTube，並隨之在網路上散佈，導致其在越南遭到了大眾抨擊，《鐄英的日記》因此也被迫停播。

### 2010-2012年
事件發生過後，黃垂玲轉型為流行音樂歌手。2010年，黄垂玲发行首张专辑《Hoàng Thùy Linh – Vol.1》，在没有太多商业宣传的情况下，取得较大成功。

### 2019-2021年
2019年6月19日，黄垂玲发布单曲《让我告诉你（Để Mị nói cho mà nghe）》，迅速在越南YouTube上“名列前茅”。

### 2022年至今
2022年2月20日發佈歌曲《痴情》（See Tình）。

## 外部連結
- 黃垂玲Facebook個人頁
- 黃垂玲Facebook粉絲頁 （页面存档备份，存于）